# Божимске
Божимске (пол. Jezioro Borzymskie до 1945 года нем. Borinsee) — озеро к востоку от поселения Божим Грыфинского повята, в Западно-Поморском озерном крае Западно-Поморского воеводства северной части южно-балтийских озёрных округов на Велтинской равнине Польши.
Площадь поверхности озера — 27,6 гектара, длина озера — 1,5 километра. Объём озера — 1626,5 тысяч м³, глубина достигает 9,5 метров.
Располагается в Божимской долине вместе с озером Венгожно и несколькими озёрами без названия. Соединяется каналом Божим с Венгожно на севере и рекой Тыва на юге.